# Lisa Howard (Canadees actrice)
Lisa Howard (London (Ontario), 24 november 1963) is een Canadese voormalige actrice.

## Biografie
Lisa Howard werd geboren op 24 november 1963 in het Canadese London (Ontario) als dochter van een begrafenisondernemer. Ze is sinds 17 december 1994 getrouwd met scenarist en producent Daniel Cerone. Het paar heeft twee kinderen: dochter Sofia Lulu en zoon Jasper.
Ze is als actrice vooral bekend van de televisieseries Highlander (1992), waar ze in het derde seizoen een hoofdrol had, Days of Our Lives, waar ze van 1988 tot 1991 de rol van April Ramirez speelde, Valley of the Dolls (1994), waarin ze een hoofdrol had en Earth: Final Conflict, waar ze van 1997 tot 2000 de rol van Lili Marquette speelde.
Verder speelde ze gastrollen in talloze andere televisieseries waaronder Tropical Heat, Wings, Cybill, The Pretender en Suddenly Susan.
Ze had ook kleinere rollen in enkele bekende bioscoopfilms, zoals Moonstruck (1987) en The War of the Roses (1989), en ze speelde een hoofdrol in de direct-naar-videoproducties Bounty Hunters (1996) en Bounty Hunters 2: Hardball (1997).
Haar laatste rolvermelding was in 2009 in een aflevering van het zevende seizoen van de Britse ziekenhuisserie The Royal.